# 울산광역시 소방항공구조대
울산광역시 소방항공구조대(蔚山廣域市 消防航空求助隊)는 울산광역시를 관할하는 울산광역시 소방본부 산하의 소방항공대이다.
소방항공대장은 소방령으로 보한다.

## 항공장비
자체 식별번호는 US(Ulsan)를 사용한다.

### 운용중
- Ka32 1기 (HL9407)[3]: 2000년 배치

## 같이 보기
- 대한민국 소방청
- 대한민국의 소방
- 소방관 계급